# Солодкая, Наталья Владимировна
Наталья Владимировна Солодкая (род. 4 апреля 1995, Маламино, Успенский район, Краснодарский край) — российская футболистка, полузащитник. Выступала за сборную России. Мастер спорта России.

## Биография
Начала заниматься футболом в СДЮШОР № 5 Успенского района, первые тренеры — Вячеслав Михайлович Ждаков, Татьяна Зайцева, Наталья Дыгай. Серебряный призёр Спартакиады учащихся России в составе сборной ЮФО.
С 2010 года выступает за «Кубаночку», первый матч за основной состав сыграла 19 мая 2013 года против «Дончанки». Выступая за дубль команды, дважды выигрывала малые золотые медали первенства России. С 2016 года стала игроком стартового состава клуба. Финалист Кубка России 2016 года, в финале её команда уступила пермской «Звезде» со счётом 2:5. В сезоне 2018 года не выступала из-за серьёзной травмы.
В феврале 2020 года подписала долгосрочный контракт с ЖФК «Краснодар», но за сезон 2020 не провела ни одного матча.
С 2009 года играла за юниорские сборные России (до 15, до 17 и до 19 лет). В 2013 году входила в состав молодёжной женской сборной России по футболу на матчи отборочного раунда молодёжного чемпионата Европы 2014 года.
8 июня 2017 года Наталья Солодкая дебютировала в составе первой сборной, на 77-й минуте матче с сербками заменив Елену Медведь. Также футболистка попала в окончательную заявку национальной команды на Евро 2017 в Нидерландах.

## Личная жизнь
Училась в Кубанском государственном университете физической культуры, спорта и туризма.